# Fall on Me (R.E.M.)
Fall on Me è un brano della band statunitense R.E.M. La canzone è il primo singolo estratto dal quarto album della band Lifes Rich Pageant (1986).

## Tracce
1. "Fall on Me" - 2:50
2. "Rotary Ten" - 1:58

### UK 12"
1. "Fall on Me" - 2:50
2. "Rotary Ten" - 1:58
3. "Toys In The Attic" (cover degli Aerosmith, scritta da Steven Tyler & Joe Perry) - 2:26